# 費多里夫卡 (波洛希區)
費多里夫卡（羅馬化：Fedorivka）是烏克蘭南部扎波羅熱州波洛希區费多里夫卡市镇内的村落及其行政中心。始建於1779年，面積1.02平方公里，海拔高度138米，2001年人口2,214，人口密度每平方公里2,164.2人。